# Andrés Domenech
Andrés R. Domenech (Rosario, provincia de Santa Fe, 16 de diciembre de 1901 - ibídem, 2 de septiembre de 1950) fue un compositor, letrista y pianista argentino dedicado al género del tango.

## Actividad profesional
Estudió música desde muy niño, y uno de sus profesores en su ciudad natal fue el profesor Juan Bautista Massa, un compositor de música clásica y director de orquesta cuya obra tuvo una fuerte influencia verdiana que también fue autor de varios tangos, uno de los cuales, El matambre fue considerado procaz por su letra.
En 1923 fue a vivir a Buenos Aires, donde se volcó a la música popular y comenzó a destacarse como compositor, principalmente de tangos. Ese mismo año compuso El gaucho se va y a partir de allí se sucedieron otras obras que tuvieron repercusión despareja: compuso Reíte hermano y Danza árabe, de su exclusiva autoría; en colaboración con Jesús Fernández Blanco compuso El antifaz rojo, El barbijo, El cantor de Sevilla, El gaucho se va, El payador, Lonjazos, Mi ciudad, Ojos criollos, Rosa de sangre, Truco y retruco,  El barbijo y Telarañas; con Adhelma Falcon, Busco a mi amor; con Carlos Pesce, Va a cantar un ruiseños; con Domingo Martignone y Alfredo Enrique Bertonasco, Che Panete; con Diego Flores,  Copetín vos sos mi hermano; con Horacio Zubiría Mansilla, Del viejo barrio porteño; con Amleto Enrique Vergiati, Eras mía; con Enrique Domingo Cadícamo, Gira la rueda; con Adolfo Rafael Avilés, La culpa la tuve yo; con Francisco García Jiménez, Luna redonda, con García Jiménez y Julio Nistal, Pena gitana; con Ricardo E. Lleras, Tango del querer y con Pedro Rubiones o Rubbione, Alberto Vacarezza y César Felipe Vedani compuso Boyera, canción de la película  Viento Norte , que él musicalizó.  También musicalizó el filme Cita en la frontera.
Su obra El payador obtuvo el premio al 3° puesto en el concurso de valses de Max Glücksmann de 1930 y tango El barbijo estuvo seleccionado como finalista en la competencia de tangos para música sola de 1929, del mismo concurso. Carlos Gardel tenía en su repertorio el tango El barbijo y grabó Copetín vos sos mi hermano. Domenech actuó en teatros de barrio, trabajó como asesor para las casas musicales Breyer, sucursal Rosario, y para Romero y Fernández en la ciudad de Buenos Aires y fue directivo de la Sociedad Argentina de Autores y Compositores (S.A.D.A.I.C.) por la cual viajó a Europa. También acompañó en el piano a varios intérpretes de la canción, entre ellos a Tita Merello a fines de la década de 1920.
Falleció en Rosario el 2 de septiembre de 1950.